# Jan ten Hoopen (zanger)
Jan Ten Hoopen (20 april 1946) is een Nederlandse zanger.

## Biografie
Ten Hoopen verwierf landelijke bekendheid door in 1989 het NCRV-programma Showmasters te winnen. Ondanks de overwinning in Showmasters koos hij niet voor het presenteervak, maar ging hij verder in de muziek. In 1989 bereikte zijn single Je bent alles de 16e plaats in de Nederlandse Top 40. Zijn album Eerlijk zeggen werd goud. In mei 2012 werd Ten Hoopen getroffen door een herseninfarct en sindsdien treedt hij niet meer op.

## Discografie

### Albums
- Eerlijk zeggen (1989)
- Wat ik zingen wou!! (1990)
- Warme Armen (1997)
- Live in Leiden (1995)
- Live in Leiden deel II (1995)

### Singles
- Amy (1989)
- Je bent alles (1989)
- Ik hoor er eindelijk niet meer bij (1990)
- Wat ik zeggen wou!! (1990)
- Warme armen (1997)